# 58671 Diplodocus
58671 Diplodocus è un asteroide della fascia principale. Scoperto nel 1997, presenta un'orbita caratterizzata da un semiasse maggiore pari a 2,4640347 UA e da un'eccentricità di 0,0991486, inclinata di 6,57619° rispetto all'eclittica.
L'asteroide è dedicato all'omonimo genere di dinosauri.